# Rivière à la Carpe (vattendrag i Kanada, lat 46,98, long -76,14)
Rivière à la Carpe är ett vattendrag i Kanada.   Det ligger i provinsen Québec, i den sydöstra delen av landet, 180 km norr om huvudstaden Ottawa. Rivière à la Carpe ligger vid sjön Lac de la Crue.
I omgivningarna runt Rivière à la Carpe växer i huvudsak blandskog. Trakten runt Rivière à la Carpe är nära nog obefolkad, med mindre än två invånare per kvadratkilometer.